# Uloborus niger
Uloborus niger là một loài nhện trong họ Uloboridae.
Loài này thuộc chi Uloborus. Uloborus niger được Cândido Firmino de Mello-Leitão miêu tả năm 1917.